# Nube de Smith
La nube de Smith es una nube de alta velocidad de hidrógeno gaseoso ubicada en la constelación Aquila en las coordenadas galácticas l = 39°, b = −13°. La nube fue descubierta en 1963 por Gail Bieger, cuyo apellido de soltera era Smith, una estudiante de astronomía en la Universidad de Leiden en los Países Bajos. Usando el Telescopio de Green Bank de la National Science Foundation, los radioastrónomos descubrieron que la nube de Smith tiene una masa de al menos un millón de masas solares y mide 3 000 pársecs (9 800 años luz) de largo por 1 000 pc (3 300 años luz) de ancho en proyección. La nube está entre 11 100 pc (36 000 años luz) y 13 700 pc (45 000 años luz) de la Tierra y tiene un diámetro angular de 10 a 12 grados, aproximadamente igual de ancha que la constelación de Orión, o cerca de veinte veces el diámetro del plenilunio, aunque la nube no es visible a simple vista.
Aparentemente, la nube se está moviendo en dirección al disco de la Vía Láctea a 73 ± 26 kilómetros por segundo. Se espera que la nube de Smith se mezcle con la Vía Láctea en 27 millones de años en algún punto del brazo de Perseo. Los astrónomos creen que chocará con el disco de la Vía Láctea en un ángulo de 45°, y que su impacto podría producir una explosión de formación estelar o una supercapa de hidrógeno neutral.
Proyectando la trayectoria de la nube atrás en el tiempo, se estima que pasó a través del disco de la Vía Láctea hace cerca de 70 millones de años. Para haber sobrevivido a su encuentro previo, se cree que está integrada dentro un halo de materia oscura masivo. El hecho de que sobreviviese a este previo encuentro significa que es probable que sea mucho más masiva de lo que se creyó anteriormente, y podría ser una candidata para ser una galaxia oscura.